# Kunhegyes
Kunhegyes  este un oraș în districtul Kunhegyes, județul Jász-Nagykun-Szolnok, Ungaria, având o populație de 8.096 de locuitori (2011). 

## Demografie
Componența etnică a orașului Kunhegyes
     Maghiari (96,71%)
     Romi (2,4%)
     Necunoscut (0,2%)
     Alții (0,69%)
Componența confesională a orașului Kunhegyes
     Fără religie (37,96%)
     Reformați (22,58%)
     Romano-catolici (11,62%)
     Necunoscută (27,11%)
     Alte religii (1,98%)
Conform recensământului din 2011, orașul Kunhegyes avea 8.096 de locuitori. Din punct de vedere etnic, majoritatea locuitorilor (96,71%) erau maghiari, cu o minoritate de romi (2,4%). Apartenența etnică nu este cunoscută în cazul a 0,2% din locuitori. Nu există o religie majoritară, locuitorii fiind persoane fără religie (37,96%), reformați (22,58%) și romano-catolici (11,62%). Pentru 27,11% din locuitori nu este cunoscută apartenența confesională.

## Orașe înfrățite
- Feketić, Serbia
- Tășnad, România
- Mali Iđoš, Serbia
- Szerzyny, Polonia
- Siegen, Germania
- Baia Sprie, România